# Земенциці
Земенциці (пол. Ziemięcice, нім. Ackerfelde in Oberschlesien) — село в Польщі, у гміні Зброславиці Тарноґурського повіту Сілезького воєводства.
Населення — 949 осіб (2011).
У 1975-1998 роках село належало до Катовицького воєводства.

## Демографія
Демографічна структура станом на 31 березня 2011 року:
|          | Загалом | Допрацездатний вік | Працездатний вік | Постпрацездатний вік |
| -------- | ------- | ------------------ | ---------------- | -------------------- |
| Чоловіки | 481     | 111                | 310              | 60                   |
| Жінки    | 468     | 77                 | 296              | 95                   |
| Разом    | 949     | 188                | 606              | 155                  |